# Leviathan (phim 2014)
Leviathan (tiếng Nga: Левиафан, Leviafan) là một bộ phim kịch tính của Nga phát hành vào năm 2014 và do Andrey Zvyagintsev đạo diễn, Zvyagintsev và Oleg Negin là đồng tác giả, với sự tham gia của Aleksei Serebryakov, Elena Lyadova, và Vladimir Vdovichenkov. Theo Zvyagintsev, câu chuyện về Marvin Heemeyer ở Hoa Kỳ đã truyền cảm hứng cho anh ta và nó đã được chuyển thể thành một bối cảnh của Nga. Sự phát triển nhân vật của nhân vật chính tương đương với một nhân vật trong Kinh thánh, Job. Nhà sản xuất Alexander Rodnyansky nói: "Nó đề cập đến một số vấn đề xã hội quan trọng nhất của Nga đương đại trong khi không bao giờ trở thành bài thuyết pháp của một nghệ sĩ hay một tuyên bố công khai, đó là câu chuyện về tình yêu và bi kịch mà người dân thường gặp"  Các nhà phê bình cho cuốn phim này gây nhiều ấn tượng, liên quan đến những khúc mắc của số phận, quyền lực và tiền bạc.
Bộ phim đã được chọn để cạnh tranh cho giải Cành cọ vàng trong phần thi chính tại Liên hoan phim Cannes năm 2014. Zvyagintsev và Negin giành được giải thưởng cho kịch bản xuất sắc nhất . Bộ phim này được đánh giá là bộ phim hay nhất của năm tại Liên hoan phim BFI London năm 2014 và Liên hoan phim Quốc tế lần thứ 45 của Ấn Độ. Phim cũng đoạt giải Phim nước ngoài hay nhất tại Giải Quả Cầu Vàng thứ 72. Nó cũng được đề cử giải Oscar cho phim Nước ngoài hay nhất tại Giải Giải Oscar lần thứ 87. Nó được chọn là bộ phim vĩ đại thứ 47 kể từ năm 2000 trong một cuộc thăm dò ý kiến của BBC năm 2016.